# Digitale Bibliothek (Bibliothekskatalog)
Die Digitale Bibliothek (DigiBib) ist ein öffentlicher Internet-Bibliothekskatalog für den Zugang zu wissenschaftlichen Informationen.
Sie wird vom Hochschulbibliothekszentrum des Landes Nordrhein-Westfalen (hbz) in Köln in Zusammenarbeit mit den Hochschulbibliotheken in Nordrhein-Westfalen und Rheinland-Pfalz betrieben, unter Anschluss weiterer Bibliotheken unterschiedlicher Trägerschaft in mittlerweile zehn Bundesländern. Für die Hochschulangehörigen des Landes NRW sowie die Partnereinrichtungen der DigiBib ist die Benutzung kostenfrei; für die übrigen Interessierten beschränkt sich die Nutzungsmöglichkeit auf die kostenfreien Angebote der DigiBib. Die Recherchen werden unter einer einheitlichen Oberfläche in vielen verschiedenen Informationsquellen gleichzeitig durchgeführt (z. B. in Bibliothekskatalogen, Fachdatenbanken oder Volltexten). Die Ergebnisse werden mit dem Hinweis angezeigt, wo und wie die gefundenen Informationen verfügbar sind: ob als gedrucktes Medium in einer Bibliothek, in elektronischer Form oder im Online-Buchhandel. Im Anschluss an die Recherche besteht je nach Dokumentenart die Möglichkeit, die relevanten elektronischen Informationen entweder am PC aufzurufen oder gedruckte Informationen online zu bestellen (Online-Fernleihe, Dokumentenlieferdienste). Die E-Ressourcen-Plattform DigiLink ist eingebunden, ferner verfügt die DigiBib über OpenURL-Schnittstellen für die Integration der Verfügbarkeitsrecherche in externe Anwendungen und eine Reihe von Personalisierungsdiensten (Download von Suchergebnissen, Favoritenliste, Alert-Dienst, Anlegen eigener Suchprofile etc.). Die Oberflächen können an das Corporate Design der Bibliothek angepasst werden.

## Geschichte
Während der Studentenstreiks 1997 wurde u. a. eine bessere Ausstattung der Hochschulbibliotheken, insbesondere der Lehrbuchsammlungen gefordert. Das Bundesforschungsministerium unter Jürgen Rüttgers stellte daraufhin 20 Millionen DM für den Ausbau der Bestände der Hochschulbibliotheken zur Verfügung, verknüpft mit der Bedingung, dass die Bundesländer einen jeweils ebenso hohen Betrag beisteuerten. In NRW entschied man sich dafür, die anteilige Summe von 17,6 Millionen DM nicht in
den Ausbau der Lehrbuchsammlungen, sondern in die Schaffung einer virtuellen Bibliothek zu investieren, der Leitidee folgend: „Ein Buch – ein Student. Ein digitales Buch – tausend Studenten.“
Im Februar 1998 beauftragte das Ministerium für Wissenschaft und Forschung des Landes NRW das Hochschulbibliothekszentrum und die Bibliothek der Universität Bielefeld mit der Realisierung der Idee. Während einer zweijährigen Projektphase lag die Leitung bei der Universitätsbibliothek Bielefeld, im Jahr 2000 wurde die Geschäftsführung dem hbz übertragen. Die technische Umsetzung wurde realisiert durch die Firma IHS Technologies, München.
Am 7. Juni 1999 eröffnete die Ministerin für Schule, Weiterbildung, Wissenschaft und Forschung Gabriele Behler offiziell die Digitale Bibliothek NRW. In der Folgezeit wurden nach und nach zunächst die nordrhein-westfälischen Hochschulbibliotheken, danach auch Bibliotheken aus anderen Bundesländern und in anderer Trägerschaft (z. B. Öffentliche Bibliotheken) Kunden der Digitalen Bibliothek. Die Digitale Bibliothek NRW wurde daher umbenannt in Die Digitale Bibliothek. 2004 erwarb das Land NRW die Rechte an der DigiBib-Software IPS für die nichtkommerzielle Nutzung im deutschsprachigen Raum. Seit 2005 wird die DigiBib-Software auch für den technischen Betrieb des Wissenschaftsportals vascoda eingesetzt.